# Carry Geijssen
Carolina Cornelia Catharina „Carry” Geijssen (ur. 11 stycznia 1947 w Amsterdamie) – holenderska łyżwiarka szybka, dwukrotna medalistka olimpijska i brązowa medalistka mistrzostw świata.

## Kariera
Największe sukcesy osiągnęła w 1968 roku, kiedy podczas igrzysk olimpijskich w Grenoble zdobyła dwa medale. Triumfowała na dystansie 1000 metrów, ustanawiając jednocześnie nowy rekord olimpijski. Na podium oprócz niej stanęły także Ludmiła Titowa z ZSRR oraz Amerykanka Dianne Holum. Została tym samym pierwszą w historii holenderską panczenistką, która zdobyła złoty medal olimpijski. Zdobyła też srebrny medal w biegu na 1500 metrów, przegrywając jedynie z Finką Kaiją Mustonen, a wyprzedzając swą rodaczkę Stien Kaiser. Były to jednak jej jedyne starty olimpijskie. W tym samym roku zdobyła brązowy medal na wielobojowych mistrzostwach świata w Helsinkach. Wyprzedziły ją tylko Stien Kaiser i kolejna Holenderka, Ans Schut. W 1966 roku była mistrzynią Holandii w wieloboju.

### Mistrzostwa świata
- Mistrzostwa świata w wieloboju
  - brąz – 1968